# Amblyseius amorphalae
Amblyseius amorphalae är en spindeldjursart som beskrevs av Sadanandan och K. Ramani 2006. Amblyseius amorphalae ingår i släktet Amblyseius och familjen Phytoseiidae. Inga underarter finns listade i Catalogue of Life.